# Диодорова, Анастасия Алексеевна
Анастаси́я Алексе́евна Диодо́рова (род. 7 января 1990 года, Москва, СССР) — российская пловчиха — паралимпиец. Серебряный призёр летних Паралимпийских игр, чемпионка мира и Европы, заслуженный мастер спорта России по плаванию среди спортсменов с поражением опорно-двигательного аппарата.

## Биография
Родилась и выросла в Москве, по национальности — якутка. В возрасте трёх лет попала в незакрытую трансформаторную будку в поселке под Якутском, после сильнейшего удара током осталась жива, но её руки не удалость спасти ни в республиканской больнице, ни в Москве
Выпускница РГУФКСМиТ.
Магистратура Российской академии народного хозяйства и государственной службы при президенте Российской Федерации по специальности «спортивный менеджмент»
В 2024 году Диодорова решила завершить спортивную карьеру, в честь этого в октябре в Якутске прошли всероссийские соревнования по плаванию среди лиц с поражением опорно-двигательного аппарата «Северная волна», где спортсменка совершила прощальный «золотой заплыв».
В апреле 2025 года вышел фильм «Диодорова. Против течения» о жизни пловчихи.

## Награды
- Медаль ордена «За заслуги перед Отечеством» II степени (30 сентября 2009 года) — за большой вклад в развитие физической культуры и спорта, высокие спортивные достижения на XIII Паралимпийских играх 2008 года в Пекине[6].
- Заслуженный мастер спорта России (2008).
- «Заслуженный работник физической культуры и спорта Республики Саха (Якутия)(2008 г.)
- Знак отличия Республики Саха (Якутия) «Гражданская доблесть» (2012 г.)
- Орден «Полярная Звезда» Республики Саха (Якутия) (2016 г.)